# Taca ocre
La taca ocre és una malaltia fitopatològica causada pel fong patogen Polystigma fulvum, també anomenat Polystigma ochraceum.
Els membres del gènere Polystigma ataquen els arbres del gènere Prunus, L'ametller és un dels cultius principals atacats per p. fulvum. La infecció es manifesta per una coloració de les fulles, groc-marró a la primavera i més tard ocrosa. Si els atacs són importants les fulles deixen de fer la fotosíntesi i poden arribar a caure i defoliar completament els arbres i causar un debilitament general de l'arbre.
Es pot tractar amb fungicides o en agricultura ecològica amb oxiclorur de coure. La sensibilitat de la malaltia varia segons la varietat cultivada. Les varietats sensibles són Tuono, Guara Marcona, Garrigues i Ramillete, les tolerants Ferragnes i Ferraduel i les resistents: Cristomorto, Texas.